# ジョナタン・イヴェール
ジョナタン・イヴェール (Jonathan Hivert, 1985年3月23日 -  in ) は、 フランス、シャンブレ・レ・トゥール生まれの自転車競技選手。

## 主な戦績
出典：
- ジョナタン・イヴェール - サイクリングアーカイヴス（英語）

2008
シルキュイ・ド・ロレーヌ 総合2位
区間1勝 (Stage 1)
2009
パリ〜ニース 総合8位
2010
グランプリ・ドゥヴェルテュール・ラ・マルセイエーズ 優勝
ツール・デュ・ドゥー 2位
ツール・ド・ヴァンデ 3位
2011
クラシカ・プリマベーラ 優勝
Paris–Troyes 優勝
ブエルタ・ア・アンダルシア 区間1勝 (Stage 2)
2012
ツール・ド・ロマンディ 区間1勝　(Stage 2)
ツール・ド・ヴァンデ 2位
2013
エトワール・ド・ベセージュ 総合優勝
ブエルタ・ア・アンダルシア
区間2勝 (Stages 1 & 2)
ツール・ド・ルクセンブルク 総合2位
グロサー・プライス・デス・カントン・アールガウ  2位
2015
ツール・デュ・オー・ヴァル 総合3位
2016
コッパ・サバティーニ  5位
ジロ・デッレミリア  7位
2017
ブエルタ・ア・カスティーリャ・イ・レオン 総合優勝
区間1勝 (Stage 2)
グランプリ・ド・プリュムレック＝モルビアン 2位
ツール・ド・ヨークシャー 総合3位
2018
ツール・デュ・オー・ヴァル 総合優勝
 ポイント賞
区間2勝 (Stages 1 & 2)
パリ〜ニース
区間1勝 (Stage 3)
ツール・デュ・フィニステール 優勝
2019
グラン・プレミオ・ミゲル・インドゥライン 優勝
ブエルタ・ア・アラゴン 区間優勝(第2ステージ)
2021年よりB&Bホテルズ p/b KTMに所属している。